# Instituto Politécnico de Kiev Igor Sikorsky
A Universidade Técnica Nacional da Ucrânia "Instituto Politécnico de Kiev Igor Sikorsky" (NTUU KPI) é um instituto politécnico localizado em Kiev, capital da Ucrânia.

## Nomes
- 1898–1918: Instituto Politécnico de Kiev do Imperador Alexandre II
- 1918–1934: Instituto Politécnico de Kiev
- 1934–1948: Instituto Industrial de Kiev
- 1948–1968: Instituto Politécnico de Kiev Ordem de Lenin
- 1968–1992: Instituto Politécnico de Kiev Ordem de Lenin, em memória do 50º aniversário da Grande Revolução Socialista de Outubro
- 1992–1995: Instituto Politécnico de Kiev
- 1995–2016: Universidade Técnica Nacional da Ucrânia "Instituto Politécnico de Kiev"[3]
- 2016–Atualidade: Universidade Técnica Nacional da Ucrânia "Instituto Politécnico de Kiev Igor Sikorsky"[4][5]

## Organização

### Instalações
A universidade possui dois campi, com o principal localizado em Kiev e o outro em funcionamento na cidade de Slavutych. 
O campus de Kiev está instalado perto do centro da cidade, num parque que recebeu o nome da universidade. 
Quase 9.000 estudantes de fora da capital estão acomodados em 21 dormitórios, com 3 deles sendo especificamente para estudantes casados. As condições de vida nesses dormitórios é motivo de numerosas reclamações dos seus moradores, com quatro pessoas dividindo um mesmo quarto medindo 18 metros quadrados. 
A instituição possui uma policlínica.
A universidade também considera o lazer de forma organizada um fator importante em criar especialistas jovens. 
A "Praça do Conhecimento" é o centro do complexo do campus, medindo aproximadamente 105 x 100 metros (10.500 m²). A praça é conectada com uma das principais vias públicas da cidade, Prospecto Peremohy (Avenida Vitória). Reuniões, festivais e cerimônias de graduação são executadas nessa praça. 
A universidade também possui um auditório com 1.750 cadeiras. Esse auditório foi aberto em agosto de 1984. 
Várias instalações de esporte também existem no interior do complexo, como campos de treino, campos de futebol e quadras de basquete próprias para o uso dos estudantes. Vários atletas de nível nacional estão entre o corpo estudantil da universidade.